# Кам'яниця Юстгляцівська
Кам'яниця Юстгляцівська — житловий будинок на площі Ринок, 12 у Львові, пам'ятка архітектури.

## Історія
Будинок був збудований у XVI столітті для львівського райці та бурмистра Йодока Ґляча, однак зазнав перебудов у XIX столітті. У 1870-х роках власниками будинку були Самуель Фішер та Сімхе Менкес Райхер. У 1872 році за проєктом архітектора Йозефа Енґеля поновлено дахове покриття в офіцинах, у 1881 році за проєктом цього ж архітектора проведена реконструкція даху основної частини будинку (тоді встановлено світловий ліхтар для освітлення сходової клітки). У 1878 році Сімхе Менкес Райхер у дворі кам'яниці збудував невелику за розмірами (12,3 × 5,9 м) синагогу «Шомрей Шабат».
У 1890-х роках будинок належав Реґіні Ціммель. У 1894 році був затверджений магістратом проєкт каналізації основної частини будинку (архітектори Якуб Соломон Крох та Маврикій Зильберштайн). На початку XX століття будинок належав професору Бертольду Фрухту та його дружині Рахелі. У 1907 році на замовлення власників кам'яниці архітектор Артур Шлеєн виконав проєкт добудови лівої чотириповерхової офіцини. У 1908 році на кошти професора Бертольда Фрухта архітектор Генрик Орлеан виконав проєкт реконструкції головного фасаду, а наступного року — додаткові плани на будівництво чотириповерхової офіцини.
У 1930-х роках власником будинку був Абрагам Шутц. Синагога «Шомрей Шабат», що була у дворі кам'яниці зруйнована під час німецької окупації. По війні споруда не була знесена, а перебудована під житло.
Кам'яниця Юстгляцівська внесена до реєстру пам'яток архітектури національного значення під охоронним № 326/11 (постанова Ради Міністрів УРСР «Про впорядкування справи обліку та охорони пам'ятників архітектури на території Української РСР» № 970 від 24.08.1963 року).

## Архітектура
Будинок зведений на південному боці площі Ринок, в лінійній забудові. Побудований з каменю та цегли (фундаменти з кам'яних блоків), тинькований, чотириповерховий. Зберіг первісну планувальну структуру з характерним асиметричним плануванням. Частина приміщень першого поверху перекрита хрестовими та півциркульними склепіннями з люнетами.
Вистрій головного фасаду зберіг елементи ренесансу. Вікна другого і третього поверхів прикрашені ренесансними профільованими обрамуваннями, над якими поміщені лінійні сандрики. Над вікнами третього поверху поміщені оригінальні ренесансні гротескові маскарони. Будинок завершений аттиком. Незважаючи на перебудови XIX століття будинок зберіг середньовічну планувальну структуру будинку та ренесансний характер фасаду.